# 1231 Auricula
1231 Auricula är en asteroid i huvudbältet som upptäcktes den 10 oktober 1931 av den tyske astronomen Karl Wilhelm Reinmuth. Asteroidens preliminära beteckning var 1931 TE2. Asteroiden fick senare namn efter aurikeln, (Primula auricula), en art inom vivesläktet.
Asteroidens namn ingår även i en serie asteroidnamn, vars första bokstav är en hyllning till den tyske astronomen Gustav Stracke.
Auriculas förra periheliepassage skedde den 10 augusti 2021.  Asteroidens rotationstid har beräknats till 3,98 timmar.